# 本·豪列特 (運動員)
本·豪列特（英語：Ben Howlett；1988年10月21日—）是一位澳大利亞澳式足球運動員。他現在效力於澳大利亞澳式足球聯盟阿辛頓澳式足球俱樂部。他在2010年的新人選秀之後加入阿辛頓。